# General Logistics Systems
General Logistics Systems B.V., vaak afgekort tot GLS, is een internationaal logistiekbedrijf met hoofdkantoor in Amsterdam. GLS is opgericht in 1999 en was tot en met 2022 eigendom van Royal Mail. In 2023 werd het na een naamswijziging van de Royal Mail Group ondergebracht bij International Distributions Services (IDS), een holdingfirma van Royal Mail en GLS.

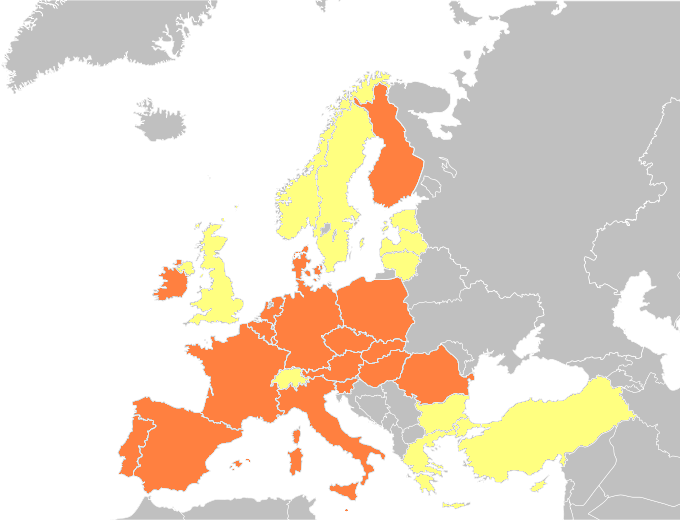
Kaart van landen waar GLS actief is; de landen waarin de dochterondernemingen actief zijn, zijn oranje gemarkeerd; geel zijn partners.

## Beschrijving
GLS is actief in 40 Europese landen en is de derde grootste pakketdistributeur in Europa. Het bedrijf biedt zijn diensten ook wereldwijd aan via een partnernetwerk. In het boekjaar 2019-2020 behandelde GLS 667 miljoen pakketten voor 240.000 klanten, met een omzet van 3,6 miljard euro. GLS heeft 28.000 voertuigen met 70 hubs in 40 Europese landen. Het bedrijf telt 19.000 medewerkers.

## Geschiedenis
General Logistics Systems startte in oktober 1999 na de overname van het Duitse vervoersbedrijf German Parcel, gevolgd door overnames van een Hongaars en een Iers bedrijf. In 2000 werden meer transportbedrijven overgenomen in delen van Europa, waaronder Denemarken, Frankrijk, Slovenië en Italië.
In 2002 werd het merk GLS in heel Europa uitgebracht. Vanaf 2016 werd het netwerk uitgebreid naar Noord-Amerika.

## Kritiek
In 2010 werd de pakketdienst beoordeeld als "voldoende" in een test van de Duitse Consumentenbond. De afhandeling en het foutief ophalen van pakketten werd echter bekritiseerd. De test werd in 2014 herhaald met hetzelfde resultaat. In november 2019 publiceerde het Duitse tijdschrift Stern een statistiek met een "schokindicator/goederen beschadigd"-waarde van 44,4%.